# Дейбук
Дейбук — село в Каякентському районі Республіки Дагестан. Входить до складу муніципального округу «Сагасі-Дейбукська сільрада».

## Географічне положення
Село розташоване на території Дахадаєвського району, в гирлі річки Дархікотти (басейн річки Шинкакотти), за 120 км (дорогою) на південний захід від центру сільського поселення — Сагасі-Дейбук.

## Історія
Постановою від 30.10.1974 року, у зв'язку з переселенням більшої частини населення в село Новий Дейбук (нині Сагасі-Дейбук), даний населений пункт перенесено з Дахадаєвського району в Каякентський.

## Населення
| 2002 | 2010 |
| ---- | ---- |
| 436  | ↘435 |

Національний склад: за результатами Всеросійського перепису населення 2010 року, даргинців нараховувалася 431 особа (99,08 %) та представників інших національностей — 4 особи (0,92 %).